# Klokan žlutoskvrnný
Klokan žlutoskvrnný (Dorcopsis luctuosa) je druh vačnatce z čeledi klokanovitých, který se vyskytuje v jižních oblastech Nové Guineje.

## Popis
Klokan žlutoskvrnný má dlouhý čenich a malé zaoblené uši. Přední končetiny jsou relativně delší, ve srovnání se zadníma nohama. Ocas je dlouhý a má zbarvený holý konec. Krátká hustá srst je na hřbetu kouřově šedá až bledě šedá, se žlutou skvrnou okolo kloakálního otvoru. Samec je výrazně větší než samice. Samec má okolo 11,6 kg a samice zhruba 3,6 kg. Délka těla samce je kolem 97 cm, jeho ocas měří kolem 39 cm. Samice dorůstá k 52 cm, její ocas je 31 cm dlouhý.

## Rozšíření a stanoviště
Klokan žlutoskvrnný žije na jižní a jihovýchodní části ostrova Nová Guinea, kde se vyskytuje v nadmořských výškách do 400 metrů. Jeho stanovištěm je tropický, zejména galeriový les. Vyskytuje se také v obydlených oblastech, například v opuštěných zahradách.

## Biologie
Podle pozorování druhu ze zajetí bylo patrné, že druh rád formuje sociální skupinky. Samice vrhá většinou jen jedno mládě.

## Ohrožení
Hlavními hrozbami pro klokana žlutoskvrnného jsou ztráty lesního prostředí, těžba dřeva, osvojování lesních ploch zemědělci a lov domorodci maso. Ještě donedávna se vyskytoval v národním parku Varirata u Port Moresby, avšak byl odtud patrně již vyhlazen. V důsledku intenzivního lovu se Mezinárodní svaz ochrany přírody domnívá, že populace klokana žlutoskvrnného je v úpadku a hodnotí ji jako zranitelnou.